# جنگ برای زندگی (فیلم)
جنگ برای زندگی (انگلیسی: Fight for Life) یک تله‌فیلم آمریکایی محصول سال ۱۹۸۷ در ژانر درام است. پخش اصلی این فیلم در ۲۳ مارس ۱۹۸۷ در شرکت پخش رسانه‌ای آمریکا صورت گرفت.

## بازیگران
برخی از بازیگران این فیلم عبارتند از:
- جری لوئیس
- پتی دوک
- بری مورس
- مورگان فریمن
- رزماری دانسمور